# موسیقی نظامی

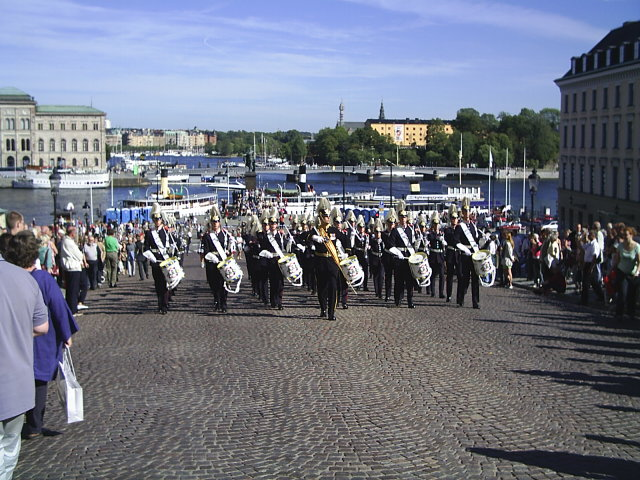
نظم در موسیقیست که نظام بخش است

موسیقی نظامی (به انگلیسی: Martial music یا Military music) نوعی موسیقی است که برای تحریک حس میهن‌پرستی، شجاعت، غرور ملی و … ساخته می‌شود.
 «Martial» در لُغت به معنای: جنگی و پرخاشجو می‌باشد.

## سازهای موسیقی نظامی
سازهایی که به‌طور معمول در موسیقی نظامی استفاده می‌شوند، شامل ۳ گروه زیر می‌باشند:
- سازهای بادی چوبی
- سازهای بادی برنجی
- سازهای کوبه‌ای

از سازهای دیگر نیز در کنار ۳ گروه اصلی بالا ممکن است در ساخت قطعات نظامی توسط آهنگساز استفاده شود.
در اجرای موسیقی نظامی اگر فقط از گروه «سازهای بادی برنجی» استفاده شود به آن «فانفار (به ایتالیایی: Fanfara)» یا «موسیقی کِلرُن (Clarion)» گفته می‌شود.

## سابقه موسیقی نظامی در ایران
موسیقی نظامی در ایران سابقه ای کهن دارد. سرودهای جنگی همواره موجب نشاط سربازان و تلاشی برای رسیدن به پیروزی بوده‌است. «زنوفن» تاریخ‌نگار یونانی در کتاب «خصال کوروش» از سرودی یاد می‌کند که «کوروش» و سپاهیانش در هنگام حمله به سربازان «آسور» خوانده‌اند. همچنین در این کتاب از صدای «شیپور» به عنوان علامت حرکت و عزیمت سپاه کوروش یاد می‌کند. به نقل از این کتاب کوروش به سردار سپاهش فرمان می‌دهد که در هنگام جنگ، با همراهان خود در جلوی سپاه قرار گیرد، وقتی حملات دو سپاه آغاز شد، سرود جنگی را می‌خوانم و شما بی درنگ جواب مرا بدهید، و این اتفاق روی داد.
سازهایی مانند: «کوس» ، «دهل» ، «کرنا» ، «شیپور» ، «سرنا» و … سازهای موسیقی نظامی بوده‌اند که در ابیات شاعران به چشم می‌خورند.

### نقاره خانه
موسیقی نظامی ایران تا دوره ناصرالدین شاه که سازهای غربی به ایران آمد، شامل موسیقی و سازهایی بوده‌است که در «نقاره خانه» بکار گرفته می‌شده‌است.
در ایران قبل از اسلام، رسم نقاره زدن یا نوبت زدن (نواختن سازهای رزمی در چندین نوبت به منظور آگاه ساختن مردم از اوقات مختلف روز از جمله طلوع خورشید، نیمروز، غروب و نیمه شب) رایج بوده‌است.
این رسم همچنان ادامه می‌یابد. «شاردن» و «تاورنیه» (از مورخان و تاجران فرانسوی) در نیمه دوم قرن یازدهم هجری در سفر به ایران دربارهٔ نقاره خانه‌های دوره صفویه در اصفهان نوشته‌اند.

### شعبه موزیک دارالفنون
در زمان سلطنت ناصرالدین شاه مدرسه «دارالفنون» به منظور رشد سطح فرهنگ و آشنایی ایرانیان به علوم جدید توسط «امیر کبیر» تأسیس شد. پس از آن «شعبه موزیک دارلفنون» راه اندازی شد و بدین منظور «موسیو لومر» موسیقی دان فرانسوی به استخدام درآمد. از این زمان به بعد کلمه «موزیک» برای دسته‌های موسیقی نظامی به کار برده شد و «موزیک» جای نقاره خانه را گرفت.
از جمله ایرانیانی که در «شعبه موزیک دارالفنون» که بعدها به «مدرسه موزیک» تبدیل شد، به تحصیل و تدریس پرداختند، این افراد را می‌توان نام برد: «ناصر همایون» ، «سلیمان خان» ، «غلامرضا مین باشیان سالار معزز» ، «انوشیروان میرزا» ، «عبدالرحیم خان» ، «مجید حشمت دیوان» ، «یوسف خان» ، «حسین هنگ آفرین» ، «نصرالله زرین پنجه» ، «ابراهیم آژنگ» ، «نصرالله مین باشیان» ، «غلامحسین مین‌باشیان» «محمود ایروانی» ، «ضیاء مختاری» و …

### رشته دانشگاهی
با توجه به اهمیت موسیقی نظامی و تربیت نوازنده و موسیقیدان در این زمینه، «رشته موسیقی نظامی» مانند بسیاری از دانشگاه‌های دنیا از سال ۱۳۷۳ در دانشکده موسیقی دانشگاه هنر تهران توسط «شریف لطفی» راه اندازی شد.